# 공백어휘
공백어휘(空白語彙), 혹은 어휘적 빈자리 란 어떤 언어에 없는 어휘를 말한다. 공백어휘가 생겨나는 데에는 몇 가지 이유가 있는데, 하나는 특정 언어를 쓰는 사회에 특정 어휘로 나타낼 개념이 아직 없어서 나타나지 않았거나, 특정언어가 어휘를 조직하는 짜임새 때문에 특정 개념을 단어화하는 데 어려움이 있는 경우다.

## 번역과 공백어휘 문제
어떤 언어에서 하나의 단어로 존재하는 것이 다른 언어에서 그에 상응하는 것이 없는 경우가 많아 번역시에 늘 어려움을 안겨준다. 루마니아어에는 얕다는 뜻의 형용사 낱말이 따로 없기 때문에 얕은 물이라는 구를 번역하려면 ape puţin adânci(깊지 않은 물) apă mică(적은 물)과 같이 풀어서 써야 한다. 일본어는 물을 お湯와 みず의 두 가지로 나누는데, 한국어에는 이러한 구분이 없기 때문에 둘다 물을 쓰던가 편의에 따라 お湯쪽을 뜨거운 물, 덥힌 물과 같이 구분해야 한다. 반대로 일본어에는 한국어의 "반갑다"에 해당하는 하나의 단어가 없기 때문에 "만나서 기쁘다"와 같이 풀어써야 한다.

## 공백어휘의 발생 원인

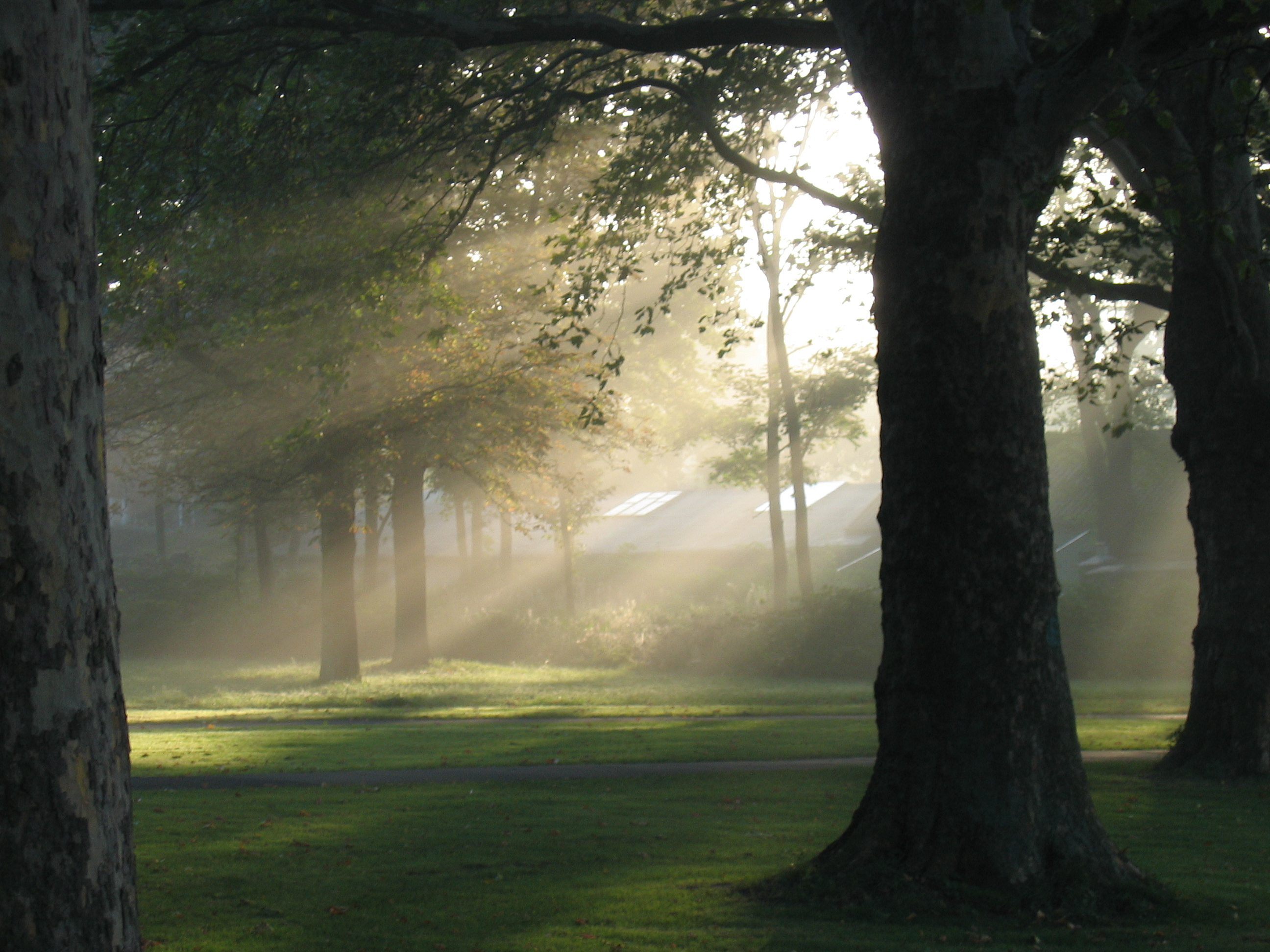
영어에서는 위 사진을 보고 "Tyndall"이라고 지칭할 것이며, 일본어에서는 "木漏れ日" 라고 지칭할 것이다. 하지만 한국어 화자는 "나뭇잎 사이로 햇빛이 비치는 것(사진)"이라고 할 것이다.

공백어휘가 일어나는 이유는 보통 각 언어 사이의 문화 수준 격차가 발생했을 때이다. 한 언어를 사용하는 국가가 학문 발전을 주도하는 경우, 해당 언어에서 새 언어가 만들어진다. 두 번째 이유는 한 언어의 조어력이 매우 약할 경우, 혹은 해당 언어를 사용하는 공동체가 사대주의를 가지고 있는 경우이다. 이 예시에서 한국어가 가장 대표적인 언어인데, 한국어 공동체에서 학술 면에서 새로운 발견을 한다고 해도 한국어를 사용하지 않고 영어나 일본어, 스페인어를 사용하여 새 단어를 만든다. 따라서 공백어휘의 양은 문화 격차가 클 때 정도로 크며, 언어의 조어력에 따라 달라진다.
예를 들어, 영어와 일본어의 공백어휘는 적은 수준이며, 중국어는 모든 언어를 중국어화 시킬 수 있을 정도의 조어력이 있지만, 한국어는 조어력이 매우 약한 수준이며 다른 언어의 말을 빌리거나 대부분의 말이 풀어 쓰는 말이 된다. "돼지 중에서 나이가 어린 개체"라는 개념을 가진 단어를 찾아보면, 영어에서는 "Piglet", 일본어에서는 "코부타"(子ブタ), 중국어에서는 "먀오즈"(苗猪)로 한 단어이지만, 한국어에서는 "새끼 돼지"라고 풀어서 사용한다. 또한, "햇빛이 비치는 것"을 일본어에서는 木漏れ日(코모레비), 영어에서는 틴들이라고 한다.
또 다른 이유는, 해당 단어가 특정 문화권에서 주로 사용되는 개념이나, 동식물 같이 특정 지역에서만 서식하거나 특정 지역에서만 발견되는 것을 단어화하는 경우에도 공백어휘가 발생된다. 언어는 해당 언어를 사용하는 공동체에서 생겨나는 문화와 경험, 감성을 반영하기 때문이다. 예를 들어, 한국어에서는 "분위기를 파악하는 능력이나 분위기에 압도되는 감정"을 뜻하는 눈치라는 단어가 존재한다. 또한 한국어에는 가족 관련 단어가 매우 발달되어 있다. "내 아버지의 형"은 "큰아버지" 로 지칭 가능하고, 반대로 "내 아버지의 남동생"은 "작은아버지"로 지칭 가능하다. 그러나 영어에서는 이들을 모두 "uncle"이라는 단어로 지칭한다. "어머니의 여자 형제 관계인 사람"은 "이모", "아버지의 여자 형제 관계인 사람"은 "고모"로 지칭하지만, 영어에서는 모두 "aunt"로 지칭한다.
동아시아권에서 "스스로 부모를 봉양하는 마음", "부모님에게 바르게 도와드리는 것"을 "효" 라는 한 단어로 축약하여 대화할 수 있지만, 다른 문화권에서는 "Filial piety" (영어), "Nabożność synowska" (폴란드어) 같이 "부모를 공경하다" 라는 의미로 풀어 쓰거나 "Xiao" (인도네시아어), "Сяо (우크라이나어)처럼 중국어를 차용하기도 한다.
특정 지역에서만 서식하거나, 발견되거나, 혹은 특정 지역에서만 사용될 수 있는 단어의 예시는, 한국어에서는 해산물 계통 단어들이 있다. 해조류인 김과 미역을 영어에서 "seaweed"라는 것으로 묶어 부르거나, 학명을 사용하거나, 해당 지역에서 그 대상을 지칭하는 단어를 그대로 수입하여 외래어로 사용한다. 김은 "Gim"으로, 미역은 "Wakame"로 차용하여 부른다. 낙지 역시 영어에서 공백어휘에 해당한다. 낙지는 영어로 "Korean common octopus" 라고 지칭한다. 홍게 역시 한국어에서는 이 동물을 뜻하는 단어가 있지만 영어에서는 이를 지칭하는 단어가 없다. 대한민국에서 서비스하고 있는 네이버 영어사전에서는 대게를 뜻하는 "snow crab"에 'red'를 붙여 "red snow crab"이라는 단어를 사용한다고 서술하였다.

## 공백어휘를 메우는 방법
공백어휘를 메우는 손쉬운 방법은 그 개념이 있는 언어에서 낱말을 빌려오는 것(차용)이지만, 접촉 초기에는 이미 기존에 있는 낱말로 풀이하려는 노력이 나타난다. 러시아 민속학자 미클루코 마클라이가 파푸아뉴기니의 토착민을 연구한 결과, 황소를 처음 본 토착민들은 이것을 "이마에 이가 난 커다란 돼지"라고 풀이했다.
공백어휘를 메우는 과정에서, 외국어 차용을 심하게 하는 경우, 피진과 비슷한 언어가 될 수 있다. 2020년 국립국어원에서, 한국어 단어 종류 비율을 조사한 바로는 한국어에서 외래어의 비율은 40% 가량인데, 시간이 지나면 지날수록 이 비율은 커지고 있다. 

## 공백어휘가 많은 언어와 적은 언어
공백어휘가 다른 언어에 비해 많은 언어는 한국어와 프랑스어를 들 수있다. 프랑스어의 경우는 '감자'에 대한 어휘가 없어 '땅의 사과'라고 부르며, '라임'에 대한 어휘가 없어 '녹색 레몬'이라고 한다. 한국어의 경우는 "모든 것을 하나로 합쳐 부르는" 경향이 있는데, 이를테면 모든 것을 두루뭉실하게 묘사하는 경향이 있는 것이다. 그것이 외국에서 들어온 것이더라도 그런 식으로 어휘가 형성되는데, 대표적인 것은 '빵'이 있다. 중국 및 일본에서도 마들렌, 머핀 등을 부르는 자신들의 이름이 따로 있으며 이것을 모두 구분하여 부르지만 한국에서는 그러한 이름을 만들고 표기법을 제정하여도 전부 '빵' 이라는 개념으로 뭉쳐 부르는 경향이있다. 이것은 고유어에서도 다르지 않은데 '짓다' 라는 단어에서는 의식주의 모든 개념이 들어가있으며(밥을 짓다, 옷을 짓다, 집을 짓다) 한국어권(사실상 한반도)에 오래 전부터 서식하는 동식물의 이름 마저도 한국어 단어가 없어 학명으로 기재하는 경우가많다. 모든 동식물이 "새", "개", "나물"과 같은 단어로 치환되었기 때문이다. 그러한 이유로 한국어에서는 같은 발음을 하면서 정확히 다른 뜻을 가진 어휘가 많다. (예:'구축하다' = 건설하다, 부수다. '연패하다' = 계속하여 이기다, 계속하여 지다 등) 프랑스어에서도 이러한 것은 존재한다. 프랑스어로 "더 주세요" 는 "plus de ça"이다. 그러나 "더 주지 마세요" 역시 같다. 프랑스어의 동음반의어는 발음의 차이로 해결되지만, 문장에서는 구분할 수없다.
특이한 점은, 이 두 언어의 공백어휘가 나타난 이유는 완전히 다르다. 프랑스어 사용자들은 자신의 언어에 대한 자부심이 높아 다른 새로운 개념이 나타나도 그 단어를 차용하거나 새 단어를 만드는 것을 꺼려, "폐쇄적 격차"가 일어난 것이다. 한국어 사용자들은 그 반대로 자신의 언어에 대한 자부심이 낮아 본래 있던 어휘를 버리고 다른 언어의 어휘를 들여오는 경우(개방적 격차)다.
그 반면, 독일어와 영어, 중국어, 일본어는 공백어휘의 양이 적으며, 특히 독일어의 경우 다른 언어에서는 표현할 수 없는 수많은 감정 단어를 표현할 수 있다. 이는 독일어의 특성 때문인데, 독일어는 기존 명사를 붙여 사용하는 경향이 크다. 그때문에 새로운 어휘를 만들 때, 기존에 존재하던 단어들을 새롭게 조합하여 새로운 단어를 만들 수 있다. 

## 같이 보기
- 여러 언어에서의 파랑과 녹색의 구별